# George Forster (compositor)
George Forster   (Amberg, 1514 - Nuremberg, 12 de novembre de 1568) fou un compositor, metge i editor de música alemany del Renaixement.

## Vida i obra
Georg Forster provenia d'una família burgesa d'Amberg d'època antiga; el seu pare era el tintorer Hans Forster. En la seva joventut va venir a la cantore Heidelberg de l'elector Ludwig X el 1521, que estava dirigida pel director i compositor Lorenz Lemlin. Allà va rebre una profunda educació musical; entre els seus companys de classe figuraven Caspar Othmayr, Jobst von Brandt i Stephan Zirler, que va provocar una amistat per a tota la vida amb aquests compositors. Forster va romandre a Heidelberg fins al 1531, va estudiar idiomes antics a la universitat i va adquirir el grau de batxillerat artium l'estiu de 1528. Les relacions a Heidelberg van tenir una gran importància per al seu desenvolupament musical: Aquí va posar les bases de la seva gran col·lecció de cançons alemanyes noves, i els compositors amb qui va estudiar a Heidelberg estan especialment representats en aquesta col·lecció.
Des del 1531 Forster va anar a Ingolstadt a estudiar medicina; un dels seus professors aquí va ser el destacat botànic Leonhart Fuchs. Potser motius religiosos van ser la raó per la qual Forster va deixar Ingolstadt al cap de tres anys. Hi ha una conjectura entre els historiadors de la música que el compositor es va sentir atret pel protestantisme i que no se sentia definitivament a casa seva a Ingolstadt, que era clarament catòlic, tot i que la universitat d'aquesta ciutat només va ser presa per l'orde jesuïta a finals dels 1540. Pot ser que Forster hagués volgut obtenir informació de primera mà sobre els ensenyaments de Luther, i per això va traslladar el lloc dels seus estudis mèdics a Wittenberg com a becari a partir del 1534, va assistir a les conferències de Philipp Melanchthon i M. Garbicius, i va ser després d'alguns també convidat a la comunitat de Luther. Les seves habilitats de composició van despertar l'interès de Luther com a amant de la música i el reformista volia que Forster fixés passatges bíblics a la música. A la part complementària (1818) de Christian Conrad Nopitch al lèxic de l'estudiós de Nuremberg de Georg Andreas Will: "Luter va gaudir sobretot de la seva música i també tenia psalmes i diverses escriptures compostes per ell". El duc Ernst de Saxònia també es va fixar amb les habilitats musicals de Forster i el va convidar sovint a actuar a la seva cort.
Després de graduar-se el 1539, Forster va treballar temporalment a Würzburg i després es va convertir en el metge personal del comte palatí Wolfgang, duc de Zweibrücken a Heidelberg. El 1542/43 el va acompanyar en l'arduosa campanya contra el duc de Jülich-Kleve i el rei francès. Després va continuar la seva formació a Tübingen, probablement perquè Fuchs i Garbicius ara ensenyaven aquí. Aquí Forster es va doctorar en medicina el 27 de setembre de 1544. Després va treballar com a "metge de ciutat comuna" des del començament de 1545 fins a la Pasqua 1547 a la seva ciutat natal Amberg; Durant aquest temps es va casar amb Sabine Portner de Theuern a prop d'Amberg. Finalment va anar a Nuremberg, on va ser nomenat metge personal de l'abat Friedrich zu Hailsbronn. Va romandre en aquesta ciutat durant 20 anys fins a la seva mort. A Nuremberg, va ser ingressat al jurat de metges de Nuremberg i va fer nombroses visites als malalts en llocs propers i llunyans. Durant la seva vida va ser més conegut com a metge i estudiós de la llengua que com a compositor. Tenia una gran quantitat de coneixements en diversos àmbits, que també ho testimonia la seva biblioteca amb prop de 100 volums. A més d'obres mèdiques, també contenia escrits teòrics, filosòfics i de teoria musical, inclosos els tractes de Sebald Heyden i Adrianus Petit Coclico. Les variants i diferents paraules clau de la seva gran col·lecció de cançons de cançons alemanyes noves demostren que Forster havia supervisat editorialment les noves edicions de la col·lecció fins al 1561 com a mínim. També tenia un pla per publicar una col·lecció d'obres espirituals de Brandt, Othmayr i d'altres, que ja no podia aconseguir. Georg Forster va morir a la tardor de 1568 a causa d'una epidèmia que va esclatar a Nuremberg a la primavera.

## Significat
Les composicions i publicacions de Georg Forster van ser influenciades significativament pels moviments religiosos de la seva època. Els seus paràmetres de salm, els antífons de Magnificat i els himnes alemanys corresponen al repertori de culte luterà-protestant cap a mitjan segle xvi. En conjunt, a diferència dels seus contemporanis com Othmayr, el compositor es va adherir conservadorament a l'estil Cantus firmus del primer quart del segle xvi, que també es mostra en el primer volum de la seva cançó Fresh German, en la qual també hi ha obres representatives. s'inclouen les generacions anteriors, com Heinrich Isaac i Heinrich Finck. Va ser només en el seu període posterior, a la dècada de 1540, i després només ocasionalment, que va utilitzar un vincle imitatiu més fort entre les veus basades en el model holandès, per exemple en la cançó auto-composta "On Gottes Gnad era en den. mort de Ludwig Pfaltzgraff resultat “a la mort del comte Palatí Ludwig V a la tercera part de la cançó teutònica fresca. Una obra especialment magistral de Forster és la seva composició de cinc parts de la cançó "Vom Himmel hoch", en la qual es toca la nova melodia al tenor i la més antiga de la soprano. Va ser publicat per Georg Rhaw el 1544.
En contrast amb la seva obra compositiva, Forster va contribuir molt més a la història de la música com a col·leccionista de cançons i editor de música. La seva col·lecció de cinc cançons noves alemanyes, que conté 321 cançons tenores de quatre parts i 52 de cinc parts de prop de 50 compositors, té una posició destacada en la història de la cançó alemanya. Com cap altra estampa col·lectiva del seu temps, ofereix una secció completa a través de tota la producció de cançons alemanyes de la primera meitat del segle xvi amb una varietat de tipus, des de cançons populars fins a estil de tall, des de beure cançó fins a cançó espiritual. En comparació amb altres publicacions contemporànies, com les cançons de Erhard Öglin de 1521 i les cançons de Hans Ott de 1534 i 1543, la col·lecció de Forster mostra un abast més ampli, una completesa representativa i una reproducció completa dels textos associats. Després que totes les parts de la col·lecció contenguessin les paraules "Teutscher Liedlein" en el títol, la investigadora musical M. Elizabeth Marriage li va donar en l'edició incompleta, iniciada el 1903, el nom global "Freshness Teutsche Liedlein", sota la qual encara es coneix avui.
El compositor més representat és Jobst von Brand amb 51 peces, seguit del mateix Forster amb 38 obres; seguit de Ludwig Senfl, Caspar Othmayr, Stephan Zirler i Lorenz Lemlin, amb els quals es representen en gran quantitat els membres del "Heidelberger Kreis". També s'hi inclouen composicions de Heinrich Isaac, Heinrich Finck, Arnold von Bruck i Sixt Dietrich, mentre que més de la meitat del segon volum consta d'obres anònimes. El primer volum, publicat el 1539, es va fer molt popular i va tenir cinc noves edicions, cosa que va impulsar probablement al compositor a continuar la sèrie. El quart i el cinquè volums, tots dos publicats el 1556, il·lustren, en comparació amb els volums un al tres, el trastorn estilístic de la composició de cançons del segle xvi amb les obres tardanes de Brandt i Othmayr. A les cinc parts, Forster demostra que, fins i tot sense acompanyament instrumental, les cançons només es poden interpretar amb veus. Si l'enviament d'una cançó només tenia text al tenor, ell també intentava afegir text a les altres veus, i corregia i canviava el fons del text. En els punts apropiats, això va comportar la divisió o la contracció de notes o l'omissió o la inserció d'elements de text. En molts casos, això va conduir a acusacions d'una certa negligència en l'obra d'edició d'Elisabeth Marriage i Robert Eitner, però això es va deure a una intenció artística deliberada.
Després que la majoria de les cançons populars impreses del segle xvi no incloguessin les melodies, sinó que només es referien a la melodia corresponent amb la referència "Im Thon", Forster va reunir "thon" i word i, així, centenars de cançons populars de la primera edat moderna d'haver estat oblidades. A més, un nombre gairebé poc visible de compositors van fer servir la col·lecció de Forster una vegada i una altra fins a mitjan segle xvii. "Va ser el seu mèrit durador haver creat un document de cultura musical burgesa amb les cançons teutòniques noves, amb les quals la ciutat de Nuremberg, com a ciutat de col·leccionistes, editors i impressors, va continuar la tradició del llibre de cançons Lochamer i de la cançoneta Hartmann Schedel amb dignitat". (Kurt Gudewill a la font de MGG, 1a edició del 1989).